# عرعر (شرس)

تعديل مصدري - تعديل

عرعر هي إحدى قرى عزلة شرس الاسفل بمديرية شرس التابعة لمحافظة حجة، بلغ تعداد سكانها 228 نسمة حسب تعداد اليمن لعام 2004.